# Lopholaena segmentata
Lopholaena segmentata là một loài thực vật có hoa trong họ Cúc. Loài này được (Oliv.) S.Moore mô tả khoa học đầu tiên.